# У име игре
„У име игре“ је први студијски албум извођача под именом Луд. Албум садржи гостовања неколико српских извођача као што су Струка, В. И. П., Марчело, LоОney и други. Цео албум је продуцирао Луд осим песме „Бенг, бенг“ коју је ко-продуцирао Oneya.

## Списак песама
| #  | Име                                | Гостовања                         | Трајање |
| -- | ---------------------------------- | --------------------------------- | ------- |
| 1  | "Имам“                             |                                   | 4:03    |
| 2  | "Гето риба“                        | LоОney                            | 3:44    |
| 3  | "Банг, банг“                       |                                   | 3:38    |
| 4  | "Секунд, Минут, Сат“               | VIP, Струка, Борко ТХЦ and LоОney | 4:56    |
| 5  | "Лај, лај“                         | Демиан и Струка                   | 3:59    |
| 6  | "Кристал“                          | VIP                               | 4:16    |
| 7  | "Ти си баш та“                     |                                   | 3:09    |
| 8  | "Синак“                            | Марчело                           | 5:12    |
| 9  | "Скит“                             |                                   | 0:37    |
| 10 | "Скупо срање“                      | Струка и Демиан                   | 3:55    |
| 11 | "И то и то (курве, кола, паре...)" | ТХЦ                               | 5:05    |
| 12 | "Блеф“                             | MVP                               | 4:07    |
| 13 | "Етно ђитра“                       |                                   | 4:05    |
| 14 | "Убиство у клубу“                  | Струка                            | 2:58    |
| 15 | "Можда“                            | Икац                              | 3:37    |
| 16 | "Једна ноћ“                        | Сектор и Дада                     | 3:37    |
| 17 | "Крај“                             |                                   | 3:57    |